# 牛津剑桥赛艇对抗赛

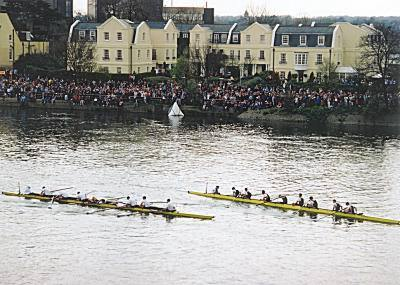
2002年比赛结束后的瞬间，剑桥队在左

牛津剑桥赛艇对抗赛（英語：The Oxford and Cambridge Boat Race），是世界上历史最悠久的学校间赛艇对抗赛。该赛事由英国牛津大学和剑桥大学赛艇社在伦敦的泰晤士河上举行，自1829年以来延续至今。1856年以来，除了两次世界大战期与2020年2019冠状病毒病疫情期间外，每年举办一次。
该赛为两条八人单桨有舵手赛艇之间的对抗，路线由帕特尼（Putney）逆流而上到莫特莱克（Mortlake），在当日涨潮时举行，全长6779米。该赛事已成为英国，乃至世界范围内的经典赛事之一。2005年之前，每年的赛事由BBC进行现场直播，之后到2010年之间由ITV转播。每年现场观战的人数约有25万，观看直播的观众在全球超过2千万。
比赛双方均着蓝衣，但牛津队一般颜色较深，被称为“深蓝”，剑桥队被称为“浅蓝”，每年度由上一年度的失败者发出挑战，一般在3月底或4月初举行比赛。第一次的挑战是由剑桥在1829年3月12日发出的。
截至2022年，剑桥队获胜85次，牛津队获胜81次，打平1次（1877年）。